# Aldea del Cano
Aldea del Cano est une commune de la province de Cáceres dans la communauté autonome d'Estrémadure en Espagne.

## Économie

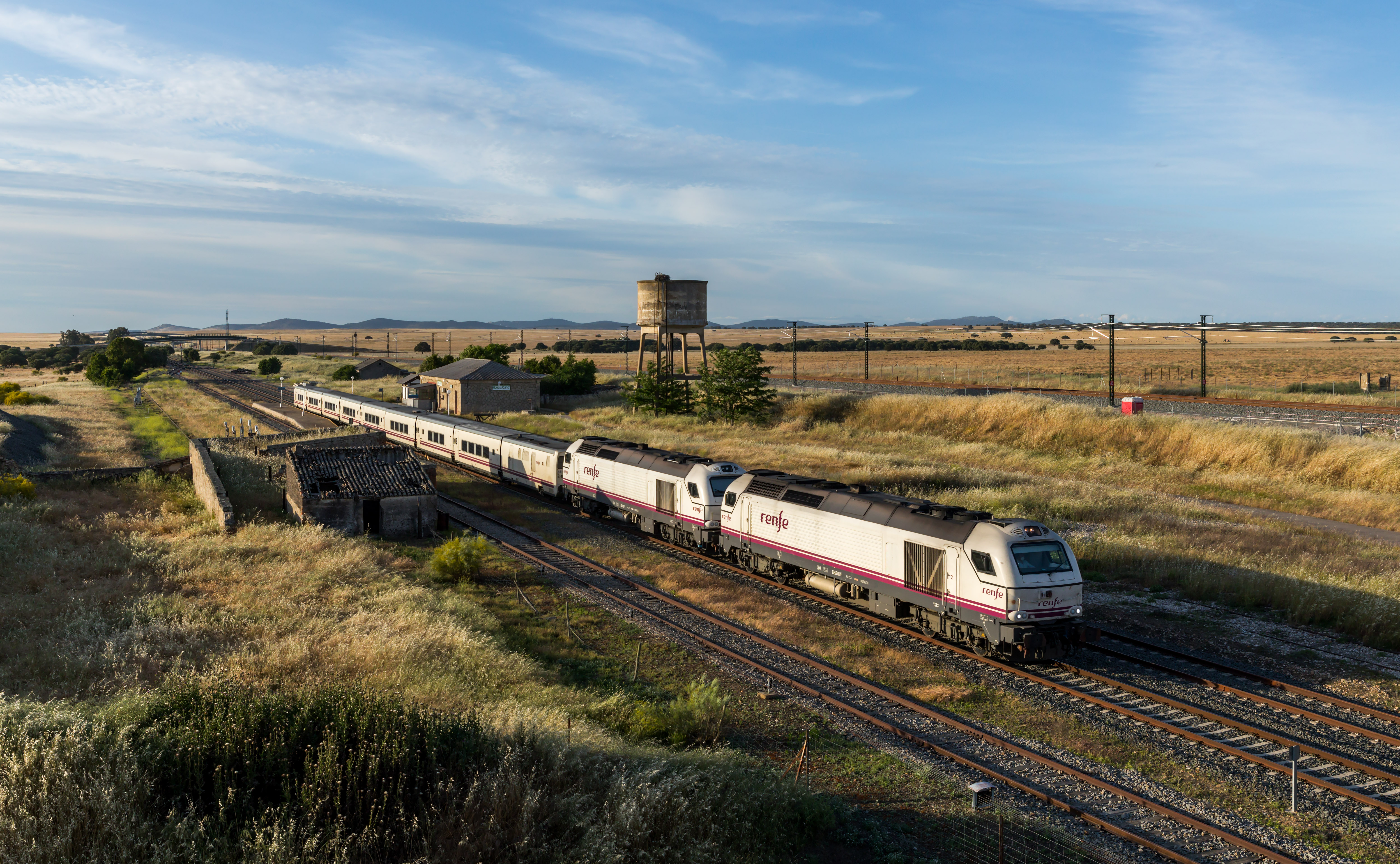
Un train dans la vieille gare d'Aldea del Cano. Il va de Madrid à Badajoz. À l'arrière plan on voit la LGV Madrid - Estrémadure en construction. Mai 2021.